# Anette Fanqvist
Karin Anette Poromaa z d. Fanqvist (ur. 16 czerwca 1969 we Fränsta) – szwedzka biegaczka narciarska, brązowa medalistka mistrzostw świata.

## Kariera
Igrzyska olimpijskie w Nagano w 1998 roku były pierwszymi i zarazem ostatnimi w jej karierze. Zajęła tam 37. miejsce w biegu na 30 km techniką dowolną oraz ósme miejsce w sztafecie 4x5 km.
W 1995 roku wystartowała na mistrzostwach świata w Thunder Bay. Osiągnęła tam swój największy sukces w karierze wspólnie z Anną Frithioff, Marie-Helene Westin i Antoniną Ordiną zdobywając brązowy medal w sztafecie. W indywidualnych startach zajęła 27. miejsce w biegu na 15 km techniką klasyczną oraz 29. miejsce na dystansie 30 km stylem dowolnym. Cztery lata później, podczas mistrzostw świata w Ramsau jej najlepszym wynikiem indywidualnym było 35. miejsce w biegu na 30 km techniką klasyczną. Na tych samych mistrzostwach Szwedki z Fanqvist w składzie zajęły ósme miejsce. Na kolejnych mistrzostwach świata już nie startowała.
W 1988 roku wystartowała na mistrzostwach świata juniorów w Saalfelden, gdzie zajęła 22. miejsce w biegu na 5 km stylem klasycznym, a w sztafecie była ósma. Na rozgrywanych rok później mistrzostwach świata juniorów w Vang wywalczyła srebrny medal w sztafecie, a na dystansie 15 km zajęła 46. miejsce.
Najlepsze wyniki w Pucharze Świata osiągnęła w sezonie 1994/1995, kiedy to zajęła 38. miejsce w klasyfikacji generalnej. Nigdy nie stanęła na podium zawodów Pucharu Świata. W 2002 roku zakończyła karierę.
Jej mąż, Larry Poromaa oraz syn, William Poromaa również reprezentowali Szwecję w biegach narciarskich.

## Osiągnięcia

### Igrzyska olimpijskie
| Miejsce | Dzień     | Rok  | Miejscowość | Konkurencja           | Czas biegu | Strata   | Zwyciężczyni     |
| ------- | --------- | ---- | ----------- | --------------------- | ---------- | -------- | ---------------- |
| 8.      | 15 lutego | 1998 | Nagano      | Sztafeta 4 × 5 km     | 55:13,5    | +2:40,2  | Rosja            |
| 37.     | 20 lutego | 1998 | Nagano      | 30 km stylem dowolnym | 1:22:01,5  | +11:09,2 | Julija Czepałowa |

### Mistrzostwa świata
| Miejsce | Dzień     | Rok  | Miejscowość | Konkurencja             | Czas biegu | Strata   | Zwyciężczyni    |
| ------- | --------- | ---- | ----------- | ----------------------- | ---------- | -------- | --------------- |
| 27.     | 10 marca  | 1995 | Thunder Bay | 15 km stylem klasycznym | 41:27,5    | +4:16,9  | Łarisa Łazutina |
| 3.      | 16 marca  | 1995 | Thunder Bay | Sztafeta 4 × 5 km       | 53:47,6    | +1:31,1  | Rosja           |
| 29.     | 18 marca  | 1995 | Thunder Bay | 30 km stylem dowolnym   | 1:16:27,3  | +7:38,4  | Jelena Välbe    |
| 8.      | 25 lutego | 1999 | Ramsau      | Sztafeta 4 × 5 km       | 53:05,9    | +2:40,3  | Rosja           |
| 35.     | 27 lutego | 1999 | Ramsau      | 30 km stylem klasycznym | 1:29:19,9  | +10:00,4 | Łarisa Łazutina |

### Mistrzostwa świata juniorów
| Miejsce | Dzień    | Rok  | Miejscowość | Konkurencja            | Wynik     | Strata  | Zwyciężczyni       |
| ------- | -------- | ---- | ----------- | ---------------------- | --------- | ------- | ------------------ |
| 22.     | 3 lutego | 1988 | Saalfelden  | 5 km stylem klasycznym | 14:33,6   | +1:14,4 | Tatjana Bondariewa |
| 8.      | 6 lutego | 1988 | Saalfelden  | Sztafeta 3 × 5 km      | 43:06,5   | +2:15,5 | NRD                |
| 46.     | 16 marca | 1989 | Vang        | 15 km stylem dowolnym  | 50:30,3   | +8:14,3 | Stefania Belmondo  |
| 2.      | 19 marca | 1989 | Vang        | Sztafeta 4 × 5 km      | 1:05:15,0 | +33,0   | ZSRR               |

### Puchar Świata

#### Miejsca w klasyfikacji generalnej
- sezon 1991/1992: -
- sezon 1993/1994: -
- sezon 1994/1995: 38.
- sezon 1996/1997: -
- sezon 1997/1998: 56.
- sezon 1998/1999: -

#### Miejsca na podium
Fanqvist nigdy nie stawała na podium zawodów Pucharu Świata.